# Heinrich Simonis
Heinrich Simonis (* 10. Dezember 1766 in Buret Luxemburg; † 6. Dezember 1821 in Bitburg) war ein preußischer Landrat im Landkreis Bitburg.

## Herkunft und Leben
Heinrich Simonis war ein Sohn des Landwirts Heinrich Joseph Simonis und dessen Ehefrau Anna Barbara, geb. Bouvier. Nach einem Studium der Philosophie wurde er um das Jahr 1791 Kurtrierischer Amtmann, Gerichtsschreiber und Kantonspräsident. Im Jahr 1800 war er Sekretär der Unterpräfektur Bitburg, dann Bezirksrat und ab 1814 Kreisdirektor von Bitburg. Im April 1816 wurde er zum ersten preußischen Landrat des neu geschaffenen Kreises Bitburg ernannt, dem am 25. April 1817 die definitive Ernennung per Allerhöchster Kabinettsorder (A.K.O.) folgte. Simonis blieb bis zum Jahr 1821 Landrat, als er während der Ausübung seines Dienstes verstarb.

## Familie
Simonis war vor 1800 mit Anna Maria Juliana, geb. Michel (* um 1779; † vor April 1819) aus Houffalize verheiratet. Das Ehepaar hatte 13 gemeinsame Kinder.